# Calvin Smith (Leichtathlet, 1961)
Calvin Smith (* 8. Januar 1961 in Bolton, Michigan) ist ein ehemaliger US-amerikanischer Sprinter und Olympiasieger.

## Sport
Seine sportliche Karriere stand im Schatten seines Landsmanns Carl Lewis. Trotzdem brach er den Weltrekord über 100 Meter am 3. Juli 1983 in Colorado Springs und setzte die Bestzeit auf 9,93 s. Auch war er 1983 der einzige Athlet, der sowohl die 100 Meter unter 10 Sekunden und die 200 Meter unter 20 Sekunden lief.
Bei den Weltmeisterschaften 1983 in Helsinki gewann er die Silbermedaille im 100-Meter-Lauf und die Goldmedaille im 200-Meter-Lauf, sowie die Mannschaftsgoldmedaille in der 4-mal-100-Meter-Staffel, wobei das Team einen neuen Weltrekord mit 37,86 s aufstellte. Bei den Weltmeisterschaften 1987 in Rom gewann er über 200 Meter die Goldmedaille, und beim Leichtathletik-Weltcup 1992 in Havanna gewann er Bronze über 100 Meter und die Goldmedaille in der 4-mal-100-Meter-Staffel.
Bei den Olympischen Spielen 1984 in Los Angeles gewann er die Mannschaftsgoldmedaille über 4-mal 100 Meter zusammen mit seinen Teamkollegen Sam Graddy, Ron Brown und Carl Lewis, vor den Teams aus Jamaika (Silber) und aus Kanada (Bronze). Bei den Olympischen Spielen 1988 in Seoul gewann er über 100 Meter die Bronzemedaille hinter Carl Lewis (Gold) und dem Briten Linford Christie (Silber) durch die nachträgliche Disqualifizierung von Ben Johnson. Das bereits im Vorfeld hochgepushte Rennen übertraf alle Erwartungen. Vier Athleten erreichten eine Zeit unter zehn Sekunden und abseits des im Laufe des Rennens verletzten Ray Stewart aus Jamaica war niemand langsamer als 10,11 Sekunden. Außer Smith und dem fünftplatzierten Robson da Silva wiesen sämtliche Finalisten zumindest im Laufe ihrer Karriere positive Dopingtests auf. Bei einem Interview meinte Smith, dass er damals Gold gewinnen hätte sollen und sich wie der moralische Sieger fühle. Es sei ihm schon die letzten zehn Jahre seiner Karriere klar gewesen, dass er gegen gedopte Kollegen antrete.

## Beruf und Privates
Nach seiner Karriere arbeitete er in Tampa, Florida als Sozialarbeiter. Sein Sohn Calvin Smith jr. ist ebenfalls als Sprinter erfolgreich.